# حركة النجباء
حركة النجباء هي فصيل شيعية عراقية مصنفة كمنظمة إرهابية من الولايات المتحدة الأمريكية، المجموعة لديها قناة تلفزيونية اسمها «قناة النجباء».

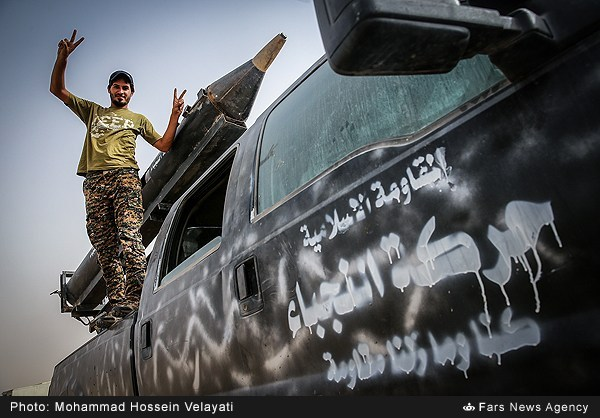
سيارة حمل تابعة لـ"حركة النجباء" في سوريا

## تسمية
أخذت المجموعة اسمها من خطبة زينب في مجلس يزيد، قالت فيها ما يلي بعد نقلها إلى محكمة الخليفة الأموي يزيد بن معاوية، كسجينة في أعقاب معركة كربلاء: «...ألا فالعجب کل العجب لقتل حزب الله النُّجَباء بحزب الشیطان الطلقاء...».

## تاريخ
إنشقت ميليشيا النجباء عن ميليشيا عصائب أهل الحق الشيعية العراقية في عام 2013 ويقودها مؤسس الجماعتين أكرم الكعبي، حيث يدعي الكعبي أنه، بعد فترة من الخمول المسلح، دفعته الحرب الأهلية السورية لتشكيل الميليشيا. وهو ينفي أنها انشقت عن عصائب أهل الحق، لكنه اختار عدم التوحد معها بسبب خلافات. لا تزال الجماعتين يجمعهما تقارب وثيق، وغالبًا ما يحتفلون بذكرى قتلاهم في وقت واحد. تتلقى الجماعة علناً التدريب، والأسلحة، والمشورة العسكرية من إيران. وقد نشروا نشيد يمتدح قائد فيلق القدس الإيراني قاسم سليماني. وتتبع أيديولوجية ولاية الفقيه للحكومة الإيرانية، أعلن الكعبي أنه سوف يقاتل إلى جانب الحوثيين اليمنيين إذا أمره آية الله العظمى خامنئي بذلك.
يتراوح عدد عناصرها ما بين 8-10 آلاف عنصراً، كانت الجماعة من بين أولى الميليشيات الشيعية التي ترسل مقاتلين إلى سوريا، وقامت بذلك منذ تشكيلها في عام 2013. وقد كان لديها دوراً متزايداً في البلاد بعد حصولها على دفعة قوية في جهود التجنيد التي جرت في عام 2015. وكانت مشاركاً رئيسياً في هجوم جنوب حلب 2015 وفك الحصار المفروض على البلدتين الشيعيتين نبل و‌الزهراء.
في ديسمبر 2014، نشرت وكالة أبنا للأنباء صوراً لطائرات ياسر بدون طيار إيرانية الصنع (نسخة غير مرخصة من سكان إيغل الأمريكية) إدعت استخدام حركة النجباء لها.
في أبريل 2015، ادعى الكعبي أن الجماعة تكبّدت 126 إصابة منها 38 في سوريا.

## اتهامات بجرائم حرب
ادعى روبرت كولفيل المتحدث باسم مكتب الأمم المتحدة لحقوق الإنسان إن الجيش العربي السوري وجماعات متحالفة معه و «جماعات عراقية مسلحة» قتلت عمداً بالرصاص عشرات الرجال والنساء والأطفال في شرق حلب أثناء معركة حلب، وأضاف كولفيل في إفادة صحفية محدداً بالاسم حركة النجباء العراقية باعتبارها ضمن الجماعات التي تردد مشاركتها في القتل «تلقينا حتى مساء أمس (الاثنين) تقارير عن قيام قوات موالية للحكومة بقتل 82 مدنيا على الأقل بينهم 11 امرأة و 13 طفلا في أربعة أحياء مختلفة -بستان القصر والفردوس والكلاسة والصالحين. بحسب ادعاءات قناة الجزيرة القطرية».

## الفرق
تنقسم الجماعة إلى ثلاث ألوية:
- لواء عمار بن ياسر
- لواء الحمد
- لواء الإمام الحسن